# Jakob Theodor Klein
Jakob Theodor Klein (15 de agosto de 1685 — 27 de fevereiro de 1759) foi um naturalista alemão.
Trabalhou no Senado de Danzig e constituiu um importante gabinete de curiosidades. Produziu um sistema de classificação rival ao sistema de classificação de Carl von Linné (1707-1778).
Os seus numerosos livros são compilações. Usou notadamente as ilustrações das obras de Albertus Seba (1655-1736) e das primeiras edições das obras de Linné, seguindo parcialmente o sistema de taxonomia binomial linneana.
Entre suas obras, as mais importantes são a Summa Dubiorum Circa Classes Quadrupedum et Amphibiorum (1743) e a Tentamen Herpetologiae (1755). Na obra Tentamen Herpetologiae é utilizado, pela primeira vez, o termo herpetologia, onde Klein incluiu os répteis e os vermes, porém excluiu as rãs, as tartarugas e os lagartos.
O trabalho Historia Naturalis Piscium, que publicou em 1745, segundo os especialistas, em nada contribuiu para o progresso do conhecimento dos peixes .